# Wiener Vereinbarung
Die Wiener Vereinbarung (englisch Vienna Agreement) regelt die technische Zusammenarbeit zwischen der Internationalen Normungsorganisation (ISO) und dem Europäischen Komitee für Normung (CEN). Es geht dabei insbesondere um die parallele Annahme der Arbeitsergebnisse von Normungsgremien.
Die Wiener Vereinbarung zwischen ISO und CEN hat zum Ziel, die Normungsarbeit möglichst nur auf einer Ebene durchzuführen, durch geeignete Abstimmungsverfahren aber die gleichzeitige Anerkennung als Internationale und als Europäische Norm herbeizuführen. Eine ähnliche Regelung mit dem Namen Frankfurter Abkommen existiert zwischen IEC und CENELEC.
Die Wiener Vereinbarung umfasst neben den Regelungen zur Parallelabstimmung, die gesamte Palette der Zusammenarbeit. Der zugehörige Leitfaden für die Anwendung der Vereinbarung über die technische Zusammenarbeit zwischen ISO und CEN enthält eine große Anzahl Details über die im Einzelnen anzuwendenden Prozeduren. Bei jedem neuen Normungsvorhaben, das CEN zur Bearbeitung annimmt, soll geprüft werden, ob es nicht auf ISO-Ebene erarbeitet werden kann. Die Arbeitsprogramme sollen koordiniert und über Internationale und Europäische Norm-Entwürfe gemeinsam abgestimmt werden. Gegenseitig dürfen autorisierte Beobachter in den Technischen Komitees mitarbeiten.

## Bedeutung
Das Funktionieren des europäischen Binnenmarktes beruht in Zusammenhang mit der Neuen Konzeption der EG in hohem Maße auf dem Vorhandensein Europäischer Normen. Es ist erklärte Politik der europäischen Normungsgremien wie auch Wunsch der Europäischen Kommission, den Europäischen Normen so weit wie möglich Internationale Normen zugrunde zu legen und sie vorzugsweise ungeändert zu übernehmen. Europäische Normen müssen – laut Geschäftsordnung der europäischen Gremien CEN und CENELEC – in die nationalen Normenwerke unverändert überführt werden. Abweichende nationale Normen müssen zurückgezogen werden.

## Vorgehensweise
- Festlegung, welche Normungsebene die Federführung übernimmt
- Normungsarbeit in der festgelegten Ebene bis zum Entwurf (Beobachter der anderen Ebene sind zugelassen)
- zeitgleiche Parallelabstimmung (enquiry) in beiden Ebenen
- Auswertung der Abstimmungen in beiden Ebenen
- Erstellung des Schluss-Entwurfes in der festgelegten Ebene (Beobachter der anderen Ebene sind zugelassen)
- zeitgleiche Parallelabstimmung (formal vote) in beiden Ebenen
- Auswertung der Abstimmungen in beiden Ebenen
- Veröffentlichung oder Weiterbearbeitung in beiden Ebenen

## Geschichte
Die Wiener Vereinbarung wurde 1991 vom CEN-Verwaltungsrat und dem ISO Executive Board angenommen und ist in dieser Form bis heute gültig. Sie ersetzte die ältere Lissabonner Vereinbarung von 1989, in der noch der gegenseitige Informationsaustausch im Vordergrund stand. 